# Цивин, Михаил Львович
Михаи́л Льво́вич Ци́вин (род. 19 марта 1949 года, Москва) — российский советский артист балета. Заслуженный артист РСФСР (1982). Лауреат Государственной премии СССР (1977).

## Биография
Родился в Москве. Учеником Московского хореографического училища исполнил партию Васи в спектакле «Аистёнок» (балетмейстеры Н. М. Попко, Л. А. Поспехин, А. И. Радунский). На концертах исполнял «Полонез» на музыку А. К. Лядова (балетмейстер Л. М. Лавровский) и Вариацию одного из четырёх кавалеров из балета «Спящая красавица» (балетмейстер А. М. Мессерер).
В 1967 году окончил Московское хореографическое училище по классу А. М. Руденко. В 1967—1988 гг. артист, солист Большого театра. В 1988—1992 гг. работал в Большом театре по контракту, исполняя партию Модеста Алексеевича в балете «Анюта». Педагог Цивина — А. М. Мессерер, балетмейстеры-репетиторы — Н. Р. Симачёв и В. Л. Никонов.
В 1998—2002 гг. управляющий балетной труппой Большого театра. Ассистент по возобновлению балета «Дон Кихот» в Большом театре (1999, редакция А. Н. Фадеечева). В 1983 году окончил балетмейстерский факультет ГИТИСа (педагог Е. П. Валукин). В 1994—1996 гг. директор «Вивальди-оркестра».

### Семья
- Жена — Татьяна Голикова (1945—2012), балерина Большого театра.

## Репертуар (основные партии)

### Первый исполнитель партий
- Сальери («Моцарт и Сальери», балетмейстер В. Боккадоро);
- Чиполлино («Чиполлино», балетмейстер Г. А. Майоров);
- Меркуцио («Ромео и Джульетта», балетмейстер Ю. Н. Григорович);
- Деревянный принц («Деревянный принц», балетмейстер А. Б. Петров);
- Рыбак (сюита из балета «Наяда и Рыбак», хореография Ж. Перро, балетмейстер П. А. Гусев);
- Модест Алексеевич («Анюта», балетмейстер В. В. Васильев).

### Другие партии
- Испанская кукла («Щелкунчик», балетмейстер Ю. Н. Григорович);
- Пастух /Пастухи/ («Спартак», балетмейстер Ю. Н. Григорович);
- Спартак («Спартак», балетмейстер Ю. Н. Григорович);
- Злой гений («Лебединое озеро», балетмейстер Ю. Н. Григорович);
- Виктор («Ангара», балетмейстер Ю. Н. Григорович);
- Конферансье («Золотой век», балетмейстер Ю. Н. Григорович);
- Меркуцио («Ромео и Джульетта», балетмейстер Л. М. Лавровский);
- Пан («Вальпургиева ночь», балетмейстер Л. М. Лавровский);
- Нурали («Бахчисарайский фонтан», балетмейстер Р. В. Захаров);
- Байтемир («Асель», балетмейстер О. В. Виноградов);
- Бенедикт («Любовью за любовь», балетмейстер В. Боккадоро);
- Архонт («Икар», балетмейстер В. В. Васильев);
- Голубая птица («Спящая красавица», ред. Ю. Н. Григоровича);
- Базиль («Дон Кихот», балетмейстер А. А. Горский);
- Петрушка («Петрушка», хореография М. М. Фокина, балетмейстер К. Ф. Боярский; первый исполнитель возобновлённого спектакля).

В концертном репертуаре Цивина — хореографический номер «Pro et contrа» на музыку А. Кулыгина (балетмейстер В. Боккадоро; первый исполнитель), па-де-дё из балета «Пламя Парижа» (балетмейстер В. И. Вайнонен).

## Педагогическая деятельность
В 1992—1994 гг. возглавлял Балет Валенсии (Испания).

## Награды и премии
- 1974 — Лауреат 7-го Международного конкурса артистов балета в Варне (1-я премия; Болгария)
- 1976 — Медаль «За трудовую доблесть» (25 мая 1976 года) — за заслуги в развитии советского музыкального и хореографического искусства и в связи с 200-летием Государственного академического Большого театра СССР[2].
- 1977 — Государственная премия СССР (за балетный спектакль «Ангара» А. Я. Эшпая, поставленный на сцене ГАБТ)
- 1982 — Заслуженный артист РСФСР

## Сочинения
- Полтора месяца по городам США. — «Большой театр». 1999, 28 октября.